# Coma Fonda (l'Estany)

La Coma Fonda, respecte del terme de Castellcir

La Coma Fonda és una coma del terme municipal de l'Estany, a la comarca del Moianès.
És a la zona sud-oriental del terme, a llevant del Serrat del Vilardell. És a la dreta de la Riera de Postius.